# Чемпионат России по международным шашкам среди мужчин 2011
Чемпионат России по международным шашкам среди мужчин 2011 прошёл в Уфе и в Ишимбае.

## Результаты

### Классическая программа
Чемпионат прошёл 5-20 апреля в г. Уфа. Главный судья арбитр ФМЖД Мельников А. П.
 Золото — Александр Георгиев,
 Серебро — Гетманский Александр,
 Бронза — Николай Гуляев

### Быстрая программа
Чемпионат России по международным шашкам среди мужчин в быстрой программе 2011 года прошёл 19 ноября в г. Ишимбае. Приняло участие 24 участника, из них 5 гроссмейстеров.
 Золото — Андрей Калмаков,
 Серебро — Айнур Шайбаков,
 Бронза — Гетманский Александр

### Молниеносная программа
Чемпионат России по международным шашкам среди мужчин 2011 года в молниеносной программе прошёл 19 апреля в г. Уфа. Главный судья арбитр ФМЖД Мельников А. П.
 Золото — Александр Георгиев,
 Серебро — Владимир Мильшин,
 Бронза — Алексей Чижов